# Tornar a l'amor
Tornar a l'amor (títol original: Falling in Love Again) és una pel·lícula de comèdia romàntica estatunidenca de 1980 dirigida per Steven Paul i protagonitzada per Elliott Gould i Susannah York. Està doblada al català.
La pel·lícula també compta amb Michelle Pfeiffer en un primer paper, interpretant una versió més jove del personatge de Susannah York.

## Argument
En Harry Lewis va créixer al Bronx, amb grans ambicions. Es va casar amb la noia més bonica de l'escola, la Sue, i tenia previst convertir-se en arquitecte.
Anys més tard, en Harry i la Sue, ara infeliços i nostàlgics del seu passat, viuen a Los Angeles i tenen un negoci de confecció. Una invitació a la seva reunió de secundària els persuadeix de tornar a les seves arrels, i les seves vides juntes són recordades en un flashback en el viatge a través del país fins a Nova York.

## Repartiment
- Elliott Gould com Harry Lewis
- Susannah York com Sue Lewis
- Kaye Ballard com Mrs. Lewis
- Michelle Pfeiffer com Sue Wellington
- Twink Caplan com Melinda

## Recepció
La pel·lícula va ser un fracàs de taquilla. Vincent Canby del New York Times en la seva ressenya del 21 de novembre de 1980, li va valorar totalment negativa, ridiculitzant el seu "guió insensat".